# Aquaman: The Becoming
Aquaman: The Becoming (с англ. — «Аквамен: Становление») — ограниченная серия комиксов, состоящая из 6 выпусков, которую в 2021—2022 годах издавала компания DC Comics.

## Синопсис
Серия повествует о приключениях Аквалэда. Его обвиняют во взрыве тренировочной базы Аквамена, и ему предстоит доказывать свою невиновность, превращаясь из напарника в супергероя.

## Выпуски
| № | Дата выхода      | Оценка на Comic Book Roundup    | Предполагаемый объём продаж (первый месяц) |
| - | ---------------- | ------------------------------- | ------------------------------------------ |
| 1 | 21 сентября 2021 | 8,7 из 10 на основе 14 рецензий | 24 000, позиция в Северной Америке — 124   |
| 2 | 26 октября 2021  | 9 из 10 на основе 10 рецензий   | 14 500, позиция в Северной Америке — 142   |
| 3 | 16 ноября 2021   | 8,3 из 10 на основе 8 рецензий  | н/д                                        |
| 4 | 28 декабря 2021  | 7,9 из 10 на основе 6 рецензий  | н/д                                        |
| 5 | 18 января 2022   | 7,7 из 10 на основе 5 рецензий  | н/д                                        |
| 6 | 15 февраля 2022  | 8,3 из 10 на основе 9 рецензий  | н/д                                        |

## Отзывы
На сайте Comic Book Roundup серия имеет оценку 8,3 из 10 на основе 52 рецензий. Генри Варона из Comic Book Resources, обозревая последний выпуск, написал, что он является «удовлетворительным завершением». Рецензент из Bleeding Cool дал первому выпуску рейтинг 7,5 из 10 и назвал комикс «одним из лучших» об Аквамене «за последние годы». Спенсер Перри из ComicBook.com назвал дебютный выпуск «замечательным».

## Награды
| Год  | Награда            | Категория              | Результат | Пр.    |
| ---- | ------------------ | ---------------------- | --------- | ------ |
| 2022 | GLAAD Media Awards | Outstanding Comic Book | Номинация | [ 19 ] |